# Uprawa zerowa
Uprawa zerowa, uprawa bezpłużna, uprawa bezorkowa (ang. no-tillage, niem. pfluglose Bodenbearbeitung) – przygotowanie pola pod zasiew wyłącznie przez zastosowanie herbicydów totalnych na ściernisko i wykonanie specjalnym siewnikiem siewu bezpośredniego.
Uprawa zerowa eliminuje wiele wad uprawy płużnej:
- naruszenie naturalnego układu gleby, co prowadzi do niszczenia jej struktury i zmniejszenia populacji geobiontów,
- zniszczenie naturalnej warstwy ochronnej gleby (roślinności i resztek organicznych), której brak prowadzi do erozji wietrznej i wodnej,
- zbyt szybki rozkład substancji organicznej, zaburzenie obiegu składników pokarmowych w glebie,
- tworzenie się podeszwy płużnej i zaskorupienia,
- wyorywanie kamieni i martwicy glebowej,
- zmniejszenie nośności gleby (powstawanie głębokich kolein),
- konieczność doprawiania zaoranego pola,
- możliwość siewu dopiero po odleżeniu się roli,
- duża energochłonność.

Tą metodą można uprawiać kukurydzę, rzepak, zboża ozime, strączkowe a także burak cukrowy.
Siew bezpośredni stosuje się (nie za często) po spełnieniu następujących warunków:
- posiadanie specjalnych siewników,
- odpowiedni przedplon,
- zastosowanie herbicydów niszczących resztki przedplonu i chwasty,
- dostateczne uwilgotnienie gleby,
- dobór właściwego gatunku i odmiany rośliny uprawnej,
- posiadanie przez rolnika wiedzy i doświadczenia w zakresie możliwości upraszczania uprawy roli.

Niespełnienie tych przesłanek prowadzi z reguły do obniżki plonów. Stosowanie uprawy zerowej, nienaruszającej naturalnego układu gleby, może być sporadycznie wykorzystane w praktyce rolniczej. Zbyt częste powtarzanie tej technologii uprawy na tym samym polu zwiększa ryzyko wzrostu zachwaszczenia (głównie perzem) i obniżki plonów. W Polsce technologia uprawy zerowej jest ekonomicznie atrakcyjną alternatywą uprawy tradycyjnej dla dużych gospodarstw działających na nowych zasadach (zmiana form własności i metod zarządzania).
Tendencje sprzyjające upowszechnianiu się uprawy zerowej wynikają m.in. z:
- rosnących kosztów energii (paliwa),
- drożejącej siły roboczej,
- zwiększania powierzchni gospodarstw i pól,
- ograniczonego czasu na zabiegi agrotechniczne,
- pogarszających się warunków wilgotnościowych w glebie,
- niskiej wydajności maszyn i narzędzi i ich wysokiej amortyzacji.